# 十一月三日午後の事
十一月三日午後の事（じゅういちがつみっかごごのこと）は、志賀直哉の短編小説。
1919年1月、『新潮』に掲載された。元々ノートに書かれた草稿の題名は『散歩』であったが、それが『十一月三日午後の事』となって発表された。鴨を買いに行く散歩の途中で目撃した軍隊の演習の理不尽なありように怒りをぶつけるも、自らもそれと変わりないことを鴨にしていたという自己反省を描き出した作品。
文庫本では『小僧の神様・城の崎にて』（新潮文庫）、『清兵衛と瓢箪・小僧の神様』（集英社文庫）に所収。

## あらすじ
晩秋にしては暑い（「華氏73度」と作中にある）の日に自分と従弟は鴨を買いに行くことにした。二人はその道すがら演習をしている兵隊を見かける。鴨屋に着き、鴨を買うことになったが、自分は鴨の無邪気な顔を見、殺さずに持って帰ることにした。そして帰り道では苦しんでいる兵隊を何人か見かけ、従弟と別れてから自分は一人興奮する。帰宅し鴨を見ると、半死になっていた。妻と子供が近寄ってきたが自分はそれを追い返し、鴨を隣の百姓に殺して貰った。そして翌日その鴨はよそへ送った。

## 登場人物
自分
従弟と共に鴨を買いに行く、本作の主人公。鴨を買いに行く道中で苦しむ兵隊を見、憤りや不快感を覚える。作者の志賀直哉は『創作余談』の中で、「これも事実そのままに書いた日記である」としているため、主人公の自分は志賀直哉自身である。柴崎や根戸といった地名や、作品が発表された1919年という年代から我孫子市に住んで居た時期の出来事であることが分かる。
従弟
主人公と共に鴨を買いに行く人物。根戸に住んでおり、大分伸びた丸刈りの頭をしている。会話の起点を作ったり、背嚢について説明をしたりなど、自分の寡黙さに対して饒舌な様子を見せる。モデルとなった人物は当時根戸の武者小路実篤の家に住んでいた、志賀の従弟である高橋勝也。
娘
蜂を追えるようになった自分の娘。物語の最後では「女の子」と表現される。モデルとなったのは、志賀の次女の留女子と想定される。長女である慧子は1916年7月31日に腸捻転で早世しており、執筆期間中は、志賀の元には次女の留女子しかいなかった。(草稿「散歩」には留女子と記載されている。)
妻
自分にハンケチを渡した人物。我孫子市滞在当時の志賀の妻である勘解由小路（旧姓）康子がモデルとなる。

## 志賀直哉による関連文章
- 『創作余談』…『志賀直哉全集　第六巻』岩波書店　一九九九（平成一一年）年五月発行
- 『十一月三日午後の事　後日談』…『志賀直哉全集　第三巻』岩波書店　一九九九（平成一一）年二月発行
- 『随想三夜』「十一月三日のこと」…『志賀直哉全集　第八巻』岩波書店　一九七四（昭和四九）年六月発行
- 草稿『散歩』…『志賀直哉全集　第三巻』岩波書店　一九九九（平成一一）年二月発行